# Coalición Nacional de Apoyo a los Judíos de Eurasia
La Coalición Nacional de Apoyo a los Judíos de Eurasia (en inglés: National Coalition Suporting Eurasian Jewry, conocida por sus siglas NCSEJ; en ruso: Национальная коалиция в поддержку евроазиатского еврействаen), anteriormente conocida como Conferencia Nacional de Apoyo a los Judíos Soviéticos (NCSJ; en ruso: Национальная конференция для советского еврейств), es una organización de los Estados Unidos que aboga por las libertades y derechos de los judíos de Rusia, Ucrania, Bielorrusia, las Repúblicas Bálticas y Eurasia.
La organización emergió de la conferencia judía estadounidense para los judíos soviéticos. La asociación cuenta con personal pagado y jugó un papel importante en el movimiento judío soviético, incluyendo la aprobación de iniciativas legislativas como la enmienda Jackson-Vanik. La organización tiene su sede central en Washington D. C., en el Distrito de Columbia. La asociación es una organización paraguas que cuenta con alrededor de 50 organizaciones nacionales y más de 300 federaciones locales, concejos comunitarios y comités. El presidente de la organización es Stephen Greenberg, y el presidente ejecutivo (CEO) es Alexander Smukler.

## Historia
La NCSEJ surgió a partir de la conferencia judía americana para los judíos soviéticos, que se reunió por primera vez en octubre de 1963. Entre los presentes se hallaban los siguientes: Saúl Bellow, Martin Luther King Jr., Herbert Lehman, el obispo James Pike, Walter Reuther, Norman Thomas y Robert Penn Warren. A esto le siguió en abril de 1964 la lucha de los estudiantes en favor de los judíos soviéticos. La conferencia fue formalmente establecida en 1971, el nombre fue cambiado a NCSJ el 13 de diciembre de 1971. Jerry Goodman fue el director ejecutivo de NCSJ y dirigió la organización hasta el año 1988. La organización ayudó a enlazar la emigración judía con las restricciones comerciales, lo que provocó un aumento de la inmigración de judíos procedentes de la antigua Unión Soviética a Israel en los años 1970. NCSJ organizó una marcha por los derechos humanos y en favor de los judíos soviéticos el 6 de diciembre de 1987, el día anterior a la reunión entre Ronald Reagan y Mijaíl Gorbachov. Cerca de 250.000 personas estaban allí, entre ellas: George H. W. Bush, Yuli Edelstein y Natán Sharanski.